# Paul Porteu de la Morandière
Pour les articles homonymes, voir Porteu de la Morandière et Morandière.
Paul Porteu de la Morandière, né le 13 octobre 1906 à Talensac (Ille-et-Vilaine) et décédé dans cette même ville le 21 janvier 1993, est un homme politique français.

## Biographie
Issu d'une famille ayant déjà donné trois maires à Talensac, il est élu à son tour maire à la suite du décès de son père, André Porteu de la Morandière en 1932. Il occupe ce poste pendant 45 ans, jusqu'en 1977.
Suppléant de Roger du Halgouët, sénateur d'Ille-et-Vilaine, il siège au Palais du Luxembourg à la suite de la mort de ce dernier en juillet 1971. Il n'occupe ce mandat que pendant quelques mois, n'étant pas réélu lors des élections sénatoriales de septembre 1971.

## Mandats électifs
- Sénateur d'Ille-et-Vilaine (1971)